# Sinfonia n. 13 (Mozart)
La Sinfonia n. 13 in Fa maggiore K 112 è una composizione di Wolfgang Amadeus Mozart, scritta a Milano durante il suo secondo viaggio in Italia nell'autunno del 1771.

## Struttura
La sinfonia è strutturata in quattro movimenti, il secondo dei quali (Andante) composto per soli archi. Vista la strumentazione ridotta, questo movimento assume toni toccanti e patetici. Il Minuetto del terzo movimento potrebbe essere stato scritto prima del 1771, e solo successivamente incorporato nella sinfonia; la partitura autografa infatti mostra il minuetto nella calligrafia di Leopold Mozart. Nicholas Kenyon afferma che la sinfonia n. 13 è l'ultima scritta in "modo convenzionale"; da quella successiva in poi "inizia un mondo completamente diverso".
L'organico prevede: due oboi, due corni, fagotto, archi, basso continuo
I quattro movimenti sono:
1. Allegro, 3/4
2. Andante, 2/4
3. Minuetto e Trio, 3/4
4. Molto Allegro, 3/8

## Prima esecuzione
È probabile che la prima esecuzione si sia tenuta durante un concerto in cui si esibirono Leopold e Wolfgang Amadeus nella residenza di Albert Michael von Mayr, il 22 o 23 novembre 1771. Lo stesso concerto potrebbe aver visto la prima della sinfonia n. 12.
Altre fonti danno la prima assoluta l'8 novembre nella residenza del conte Carlo Giuseppe di Firmian alla presenza di Johann Adolf Hasse.